# Daegeum
El Daegeum, Taegum o Chottae (tae: gran, gum: instrument) és una flauta transversal de bambú originària de Corea emprada principalment en la música tradicional.

## Descripció
La flauta estàndard mesura aproximadament 80 cm, posseeix 6 forats equidistants al davant per a les digitacions, més l'embocadura i un forat extra cobert per una membrana vegetal. El daegeum té un registre de més de dues octaves i està afinat en Sib. Hi ha una peça metàl·lica mòbil que abraça el forat cobert per a protegir la membrana quan no es toca la flauta. L'extrem oposat a l'embocadura pot tenir de 2 a 5 orificis petits que serveixen per a l'afinació de l'instrument.; aquests forats moltes vegades tenen una funció decorativa, rebent el nom d'estrelles. Juntament amb la chunggum (flauta mitjana) i la sogum (flauta petita) conformen "els tres bambús de Silla", sent el daegeum l'única flauta amb membrana.

## Construcció
El daegeum es construeix a partir d'un segment de bambú amb 5 anys d'antiguitat, cosa que es pot apreciar en els 4 nusos des d'on creixen les branques de la planta, això fa que la flauta quedi dividida en 4 seccions.

## Interpretació

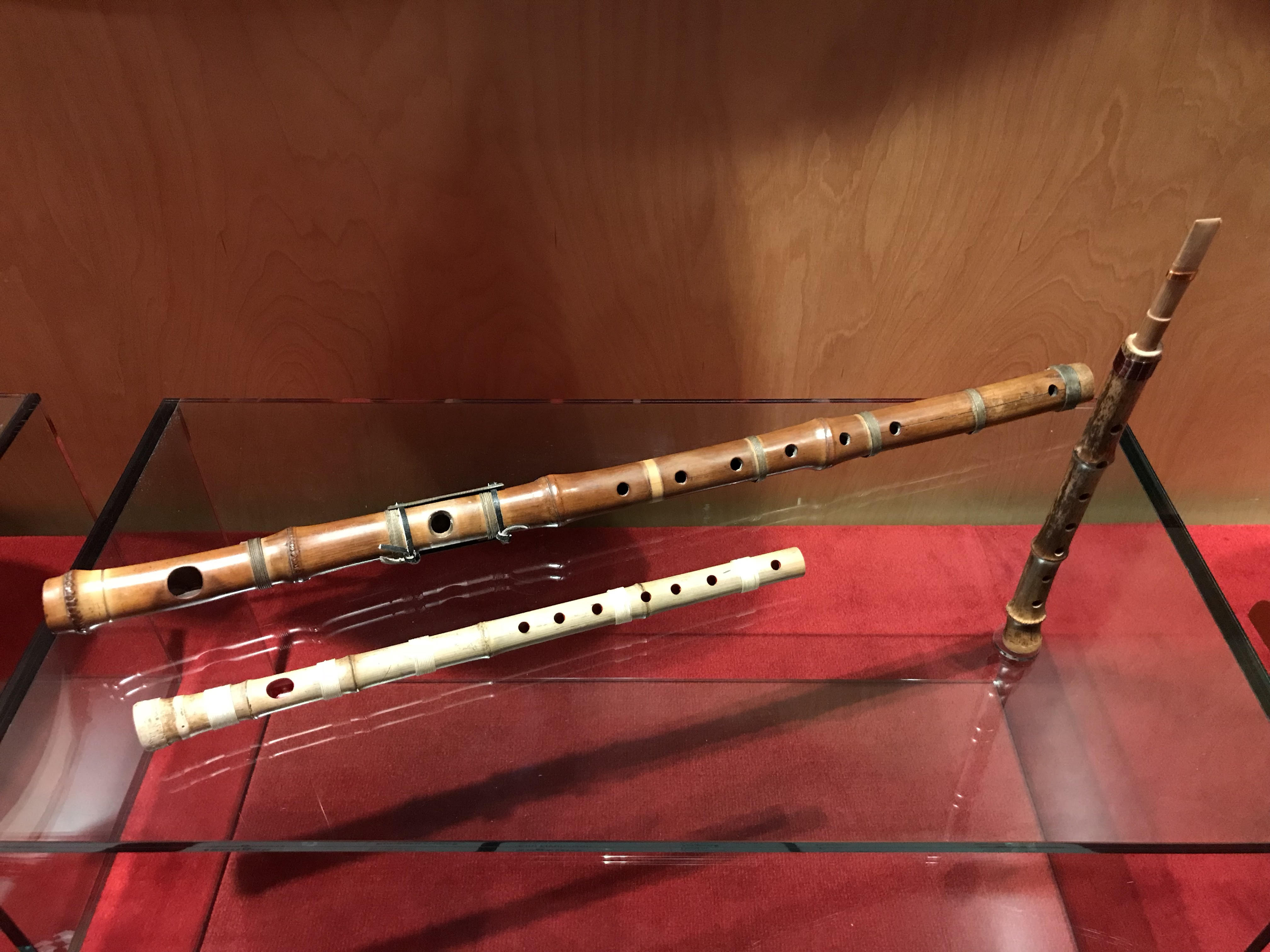
Jeongak Daegeum, Sogeum i Dangpiri exposats al Museu de la Musica de Barcelona

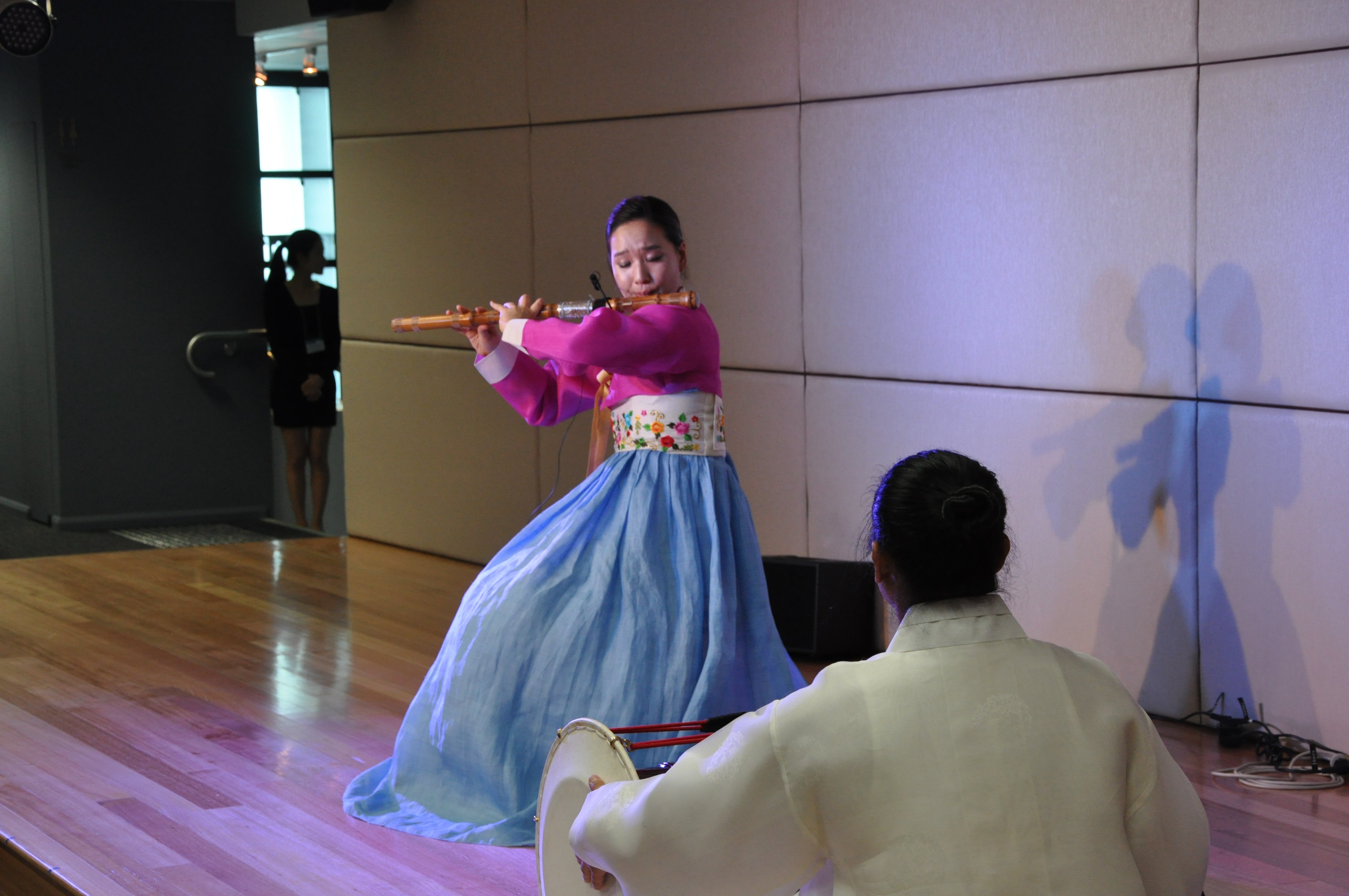
Representació de Sanjo

A causa de la seva grandària el daegeum és un instrument incòmode de tocar. Se sosté sobre l'espatlla esquerra de l'intèrpret per poder equilibrar i abastar l'embocadura; també s'ha de doblegar (exageradament) el canell esquerre cap a dins, per així poder aconseguir arribar als forats amb els dits.
Gràcies a la seva la membrana el seu so és gentil i ple en els registres greus, però en els aguts genera un brunzit penetrant que li dona un so característic. L'àmplia obertura de la seva embocadura permet a l'intèrpret una gran flexibilitat tímbrica, podent alterar el so segons l'angle i la força de buf, modificant també l'afinació a voluntat. El vibrato característic és generat per diverses tècniques successives i complementàries, per a això pot ser emprada tant l'espatlla esquerra, el balanceig del cap o un moviment rotatori de la flauta. El flautista sol interpretar també el t'ongso o danso, una flauta similar i amb el mateix tipus de membrana, però que empra 4 forats davanters i un de posterior per a les seves digitacions (comunament utilitzada a les escoles primàries de Corea).

## El mite i l'Era de Silla
Durant l'època dels Tres regnes, el més important va ser el de Silla (57 a.C - 668 d.C) el qual es relaciona directament amb el desenvolupament de la daegeum. Segons el Samguk Yusa, Sinmun (rei de Silla entre 681 i 692) va enviar el seu servent a observar una planta de bambú que creixia a l'illa i que es partia en dos cada dia i tornava a unir-se durant la nit. Sinmun va decidir navegar per si mateix cap a l'illa on un drac li va indicar que construís una flauta a partir una planta de bambú que es trobava al cim de la muntanya. En tocar la seva nova flauta va notar que els enemics fugien, els malalts es curaven i el clima romania en calma. Quan la flauta es va perdre els enemics van començar a envair el regne.

## Gèneres
Avui dia aquesta flauta és usada en una gran varietat de grups així com a instrument solista, tant en música cortesana com en les músiques tradicionals i la música clàssica contemporània. Dins de la cort s'usa en el Hyangak (música nativa), a l'agrupació Yongsan hoesang i el Tangak (música xinesa), on destaca el Nagyangch'un. A la música tradicional és usada tant en el Shinawi com en el Sanjo. Sol emprar-se com a instrument afinador del conjunt donant el Sib com a nota de referència.

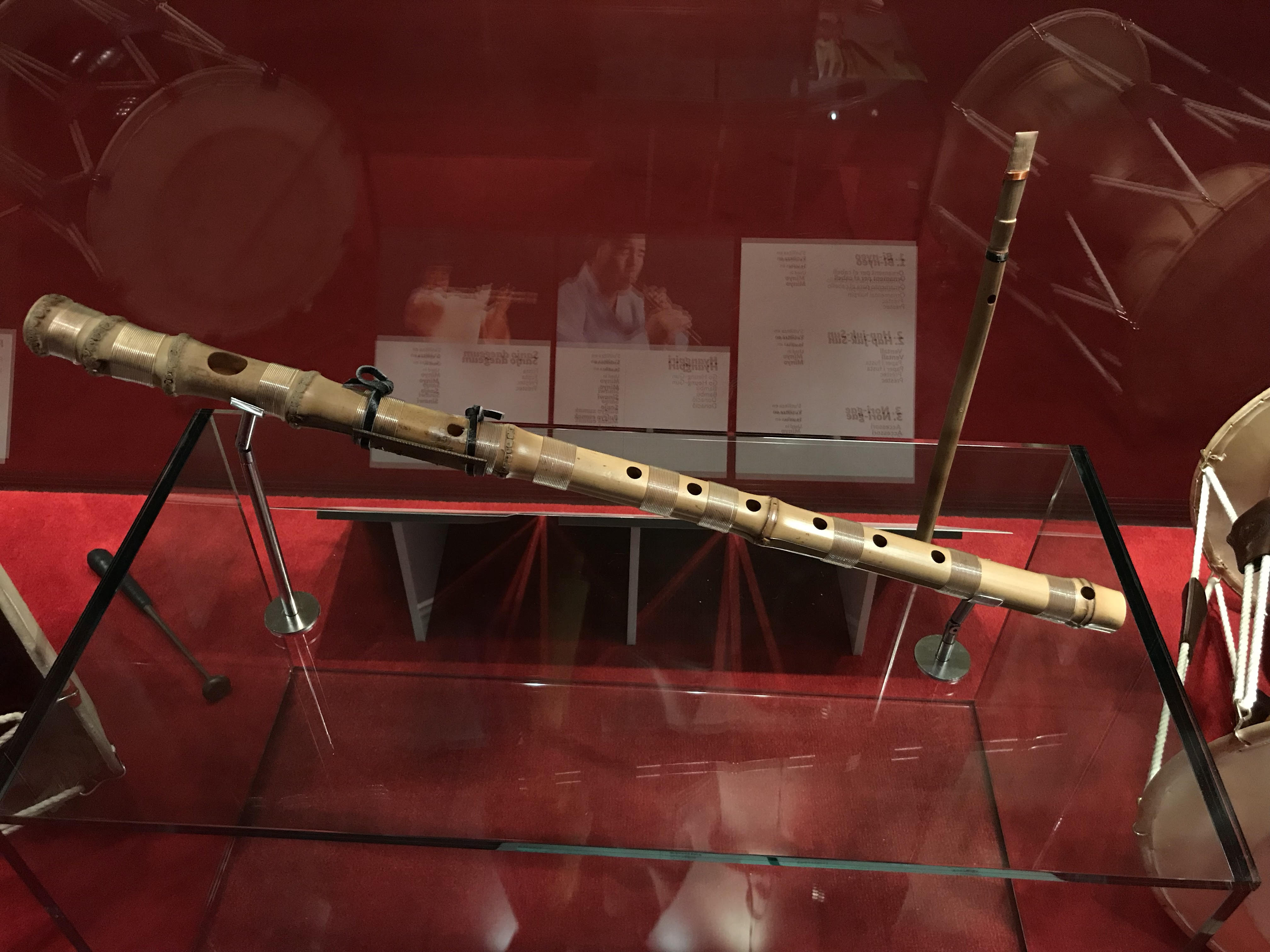
Sanjo Daegeum exposada al Museu de la Música de Barcelona

## Taegum Sanjo
El Sanjo és un gènere de peces d'instrument solista acompanyat solament pel janggu. Les seves melodies deriven del shinawi (musica xamànica) i de la música tradicional, especialment el Pansori. El gènere va ser creat al segle xix per l'intèrpret de kayagum Kim Ch'ang-jo. El Taegum Sanjo va ser creat per Pak Chong-gi en els inicis del segle xx, sent juntament amb Han Chu-hwan els dos grans mestres del gènere. La flauta emprada en el Sanjo és la mateixa que en la majoria de les músiques tradicionals, però difereix en la seva mida més petita a la utilitzada al Jeryeak (musiques de la cort), coneguda com a jeongak daegeum.

## Classificació
Segons la classificació de Hornbostel-Sach pertany a la categoria de "flautes bufades lateralment obertes amb forats" (421.121.12). Però segons els principis de la cosmologia de l'Extrem Orient, que classifica en vuit categories els instruments depenent del seu material de construcció, el daegeum pertany als instruments construïts amb bambú. Aquesta categoria és associada amb els sons clars i aguts de la primavera o el cant dels ocells de bon auguri. Se'ls relaciona amb la imatge de la pau i la calma.